# Notostylopidae
A Notostylopidae az emlősök (Mammalia) osztályának a Notoungulata rendjébe, ezen belül a Notioprogonia alrendjébe tartozó család.

## Tudnivalók
A Notostylopidae-fajok Dél-Amerika területén éltek a kora eocén korszaktól a kora oligocén korszakig.

## Rendszerezés
A családba az alábbi 5 nem tartozik:
- †Boreastylops
- †Edvardotrouessartia
- †Homalostylops
- †Notostylops
- †Otronia

### Fordítás
- Ez a szócikk részben vagy egészben  a   Notostylopidae című angol Wikipédia-szócikk fordításán alapul.  Az eredeti cikk szerkesztőit annak laptörténete sorolja fel. Ez a jelzés csupán a megfogalmazás eredetét és a szerzői jogokat jelzi, nem szolgál a cikkben szereplő információk forrásmegjelöléseként.